# Dom przy ul. Bohaterów Getta 9 w Białymstoku
Dom przy ul. Bohaterów Getta 9 w Białymstoku – drewniany budynek z 1924 roku, który rozebrano w 2018. 

## Opis i historia
Obiekt stanowił drewniany budynek dwukondygnacyjny, z dwuspadowym dachem, wybudowany w 1924 jako dom mieszkalny. Dom był w ostatnim okresie istnienia pozostałością po ul. Kosynierskiej. W czasie II wojny światowej podczas okupacji niemieckiej dom znajdował się na terenie białostockiego getta i sąsiadował bezpośrednio z utworzonym w tym okresie cmentarzem żydowskim przy dzisiejszej ul. Żabiej.
Przed rozbiórką budynek sąsiadował ze skwerem, na którym znajduje się pomnik upamiętniający ofiary getta białostockiego oraz powstanie, które miało w nim miejsce w 1943 roku. 
Budynek stanowił własność miasta. W 2018 zdecydowano o jego rozbiórce. W tym samym roku pojawił się pomysł przejęcia domu przez lokalnych przedstawicieli Gminy Wyznaniowej Żydowskiej w Warszawie, wyremontowania i utworzenie w nim Muzeum Żydów. Pomysł spotkał się jednak ze sprzeciwem okolicznych mieszkańców, którzy wskazywali, iż budynek znajduje się zbyt blisko bloków mieszkalnych i jako obiekt drewniany stanowi potencjalnie zagrożenie pożarowe. W listopadzie 2018 Zarząd Mienia Komunalnego ogłosił przetarg na rozbiórkę domu ze względu na zły stan techniczny, a przedstawiciele Oddziału Białostockiego Towarzystwa Opieki nad Zabytkami zapowiedzieli złożenie wniosku do służb konserwatorskich o objęcie domu ochroną. W drugiej połowie grudnia 2018 rozpoczęła się rozbiórka budynku. W jego miejscu ma zaplanowano wówczas parking.